# Schoot (lichaam)
De schoot  is de hoek tussen de romp en de dijen bij een zittend persoon. Als men bij iemand op schoot zit, dan zit men op zijn of haar dijen. Het komt bijvoorbeeld voor bij de verzorging van een kind, bij geliefden en bij plaatsgebrek.
Men kan ook een voorwerp op schoot nemen. Bewerkt men een werkstuk op schoot, dan kan men de schoot beschermen met een voorschoot.
De moederschoot wordt weinig in deze betekenis gebruik, en betekent meestal de baarmoeder.